# Seznam toků povodí Šešuvisu 4. řádu
Toto je dílčí Seznam toků povodí Šešuvisu (přítok Jūry, která spadá do povodí Němenu) na úrovni 4. řádu přítoků Němenu v Litvě. Seznam ostatních toků sledujte v článku Seznam toků povodí Šešuvisu, seznam dalších toků v nadřazeném povodí Jūry sledujte v článku Seznam toků povodí Jūry, seznam dalších toků v nadřazeném povodí Němenu sledujte v článku Seznam toků povodí Němenu.  

## Nadřazené vodstvo, řeka
(v závorce řád)
- Atlantský oceán (-2)
- Baltské moře (-1)
- Kurský záliv (-1)
- Němen (0)
- Jūra (1)

## Nadřazená řeka
- Šešuvis (2 řád). Hydrologické pořadí: 16010730

(Přítoky Němenu 5. řádu v povodí Šešuvisu sledujte v článku Seznam toků povodí Šešuvisu 5. řádu)

## Méně rozvětvené přítoky Šešuvisu
Tabulka přítoků Němenu 4. řádu v povodí Šešuvisu s méně než pěti přítoky:
| Hydrologické pořadí | Levý /Pravý | Řeka           | Délka (km) | Povodí (km²) | Vzdálenost od ústí | Ústí do      | Ústí kde  | Koordináty ústí |
| ------------------- | ----------- | -------------- | ---------- | ------------ | ------------------ | ------------ | --------- | --------------- |
| 16010734            | Pravý       | Raudžio upelis |            |              | 4,1                | Jaujupis     |           |                 |
| 16010735            | Pravý       | Skirtinas      | 8          |              | 2,0                | Jaujupis     | Pašešuvys |                 |
| 16010736            | Pravý       | Dobilė         |            |              | 0,4                | Jaujupis     |           |                 |
| 16010739            | Levý        | Žalpikė        |            |              | 13,5               | Žalpė        |           |                 |
| 16010743            | Levý        | Driūbas        |            |              | 5,1                | Žalpė        |           |                 |
| 16010745            | Pravý       | Balnupis       |            |              | 1,0                | Dumbulis     |           |                 |
| 16010747            | Pravý       | Gėgžnas        |            |              | 12,5               | Balčia       |           |                 |
| 16010748            | Levý        | Varnė          |            |              | 7,3                | Balčia       |           |                 |
| 16010752            | Levý        | Kumpė          |            |              | 6,4                | Balčia       |           |                 |
| 16010755            | Levý        | Kervėkštas     |            |              | 1,6                | Tramalkas    |           |                 |
| 16010757            | Pravý       | Kerupys        |            |              | 10,0               | Apusinas     |           |                 |
| 16010761            | Levý        | Šilupė         |            |              | 9,9                | Apusinas     |           |                 |
| 16010763            | Levý        | Plačiuva       |            |              | 5,1                | Apusinas     |           |                 |
| 16010764            | Pravý       | Upelis         |            |              | 0,8                | Apusinas     |           |                 |
| 16010766            | Levý        | Švendra        |            |              | 7,7                | Alsa         |           |                 |
| 16010768            | Pravý       | Švendriukas    |            |              | 2,1                | Alsa         |           |                 |
| 16010772            | Levý        | Kerūlė         |            |              | 31,9               | Upė          |           |                 |
| 16010774            | Levý        | Alėja          |            |              | 26,8               | Upė          |           |                 |
| 16010778            | Levý        | Dangė          |            |              | 23,2               | Upyna        |           |                 |
| 16010779            | Levý        | Palėja         |            |              | 14,8               | Upyna        |           |                 |
| 16010783            | Levý        | Pratvalkas     |            |              | 9,7                | Upyna        |           |                 |
| 16010903            | Levý        | Duobaitė       |            |              | 26,9               | Agluona      |           |                 |
| 16010905            | Pravý       | Stinčius       |            |              | 25,2               | Agluona      |           |                 |
| 16010906            | Levý        | A-3            |            |              | 22,1               | Agluona      |           |                 |
| 16010907            | Levý        | Agluona        |            |              | 12,2               | Agluona      |           |                 |
| 16010914            | Pravý       | Juodupis       |            |              | 9,1                | Agluona      |           |                 |
| 16010915            | Levý        | A-1            |            |              | 5,3                | Agluona      |           |                 |
| 16010916            | Levý        | Skardupis      |            |              | 3,4                | Įkojis       |           |                 |
| 16010918            | Levý        | Miliušėlė      |            |              | 5,4                | Miliuša      |           |                 |
| 16010921            | Pravý       | Melnyčėlė      |            |              | 2,7                | Drūtupis     |           |                 |
| 16010928            | Levý        | Judunė         |            |              | 1,6                | Raudonmeižis |           |                 |
| 16010931            | Pravý       | B-2            |            |              | 8,2                | Beržė        |           |                 |
| 16010932            | Pravý       | Papušinė       |            |              | 7,4                | Beržė        |           |                 |
| 16010934            | Levý        | Trumpė         |            |              | 4,5                | Beržė        |           |                 |

## Přímé přítoky řeky Trišiūkštė
Přímé přítoky Trišiūkštė jsou přítoky Němenu 4. řádu.
- Nadřazené vodstvo, řeka:

(v závorce řád)
- - Atlantský oceán (-2)
  - Baltské moře (-1)
  - Kurský záliv (-1)
  - Němen (0)
  - Jūra (1)
  - Šešuvis (2)
  - Trišiūkštė (3)

| Hydrologické pořadí | Levý /Pravý | Řeka     | Délka (km) | Povodí (km²) | Vzdálenost od ústí | Ústí kde | Koordináty ústí |
| ------------------- | ----------- | -------- | ---------- | ------------ | ------------------ | -------- | --------------- |
| 16010785            | Pravý       | Vaivilas |            |              | 13,1               |          |                 |
| 16010786            | Pravý       | Ragupys  |            |              | 12,1               |          |                 |
| 16010787            | Pravý       | Klūpys   |            |              | 11,5               |          |                 |
| 16010789            | Levý        | Upynikė  |            |              | 3,9                |          |                 |
| 16010793            | Pravý       | Šėmė     |            |              | 2,7                |          |                 |

## Přímé přítoky Anči
Přímé přítoky Anči jsou přítoky Němenu 4. řádu.
- Nadřazené vodstvo, řeka:

(v závorce řád)
- - Atlantský oceán (-2)
  - Baltské moře (-1)
  - Kurský záliv (-1)
  - Němen (0)
  - Jūra (1)
  - Šešuvis (2)
  - Ančia (3)
- Levé:

| Hydrologické pořadí | Řeka      | Délka (km) | Povodí (km²) | Vzdálenost od ústí | Ústí kde  | Koordináty ústí |
| ------------------- | --------- | ---------- | ------------ | ------------------ | --------- | --------------- |
| 16010799            | Šaltupis  |            |              | 60,0               |           |                 |
| 16010802            | Plūsčia   |            |              | 58,0               |           |                 |
| 16010821            | Suvirkštė |            |              | 25,4               |           |                 |
| 16010823            | Inkstilas | 14         | 7,6          | 20,5               | Skaudvilė |                 |

- Pravé:

| Hydrologické pořadí | Řeka         | Délka (km) | Povodí (km²) | Vzdálenost od ústí | Ústí kde    | Koordináty ústí |
| ------------------- | ------------ | ---------- | ------------ | ------------------ | ----------- | --------------- |
| 16010797            | Žiogė        |            |              | 63,3               |             |                 |
| 16010798            | Ringys       |            |              | 62,3               |             |                 |
| 16010801            | Dubė         |            |              | 59,8               |             |                 |
| 16010808            | Ringys       |            |              | 57,1               |             |                 |
| 16010809            | Skliaustis   | 12,1       |              | 52,6               | Nuomininkai |                 |
| 16010815            | Lydekų ravas |            |              | 51,1               |             |                 |
| 16010816            | A-2          |            |              | 32,3               |             |                 |
| 16010817            | Klutupis     |            |              | 31,6               |             |                 |
| 16010818            | Pela         | 12,1       | 26           | 29,2               | Keteriai    |                 |
| 16010824            | Narasa       |            |              | 20,1               |             |                 |
| 16010825            | Ūkis         |            |              | 7,6                |             |                 |
| 16010826            | A-1          |            |              | 5,0                |             |                 |

## Přímé přítoky Šaltuony
Přímé přítoky Šaltuony jsou přítoky Němenu 4. řádu.
- Nadřazené vodstvo, řeka:

(v závorce řád)
- - Atlantský oceán (-2)
  - Baltské moře (-1)
  - Kurský záliv (-1)
  - Němen (0)
  - Jūra (1)
  - Šešuvis (2)
  - Šaltuona (3)

- Levé:

| Hydrologické pořadí | Řeka             | Délka (km) | Povodí (km²) | Vzdálenost od ústí | Ústí kde | Koordináty ústí |
| ------------------- | ---------------- | ---------- | ------------ | ------------------ | -------- | --------------- |
| 16010832            | Beržtupis        |            |              | 66,5               |          |                 |
| 16010833            | Kerupė           |            |              | 65,1               |          |                 |
| 16010834            | Rudupis          |            |              | 62,3               |          |                 |
| 16010837            | Apusinas         |            |              | 58,2               |          |                 |
| 16010839            | Leiškonių upelis |            |              | 54,2               |          |                 |
| 16010841            | Šilupė           |            |              | 53,7               |          |                 |
| 16010843            | Dūrupis          |            |              | 48,7               |          |                 |
| 16010858            | Pacekluonis      |            |              | 39,6               |          |                 |
| 16010861            | Bebirva          | 34,2       | 140,7        | 29,9               | Keryvai  |                 |
| 16010883            | Trunda           |            |              | 19,5               |          |                 |
| 16010891            | Sargupis         |            |              | 6,1                |          |                 |

- Pravé:

| Hydrologické pořadí | Řeka       | Délka (km) | Povodí (km²) | Vzdálenost od ústí | Ústí kde | Koordináty ústí |
| ------------------- | ---------- | ---------- | ------------ | ------------------ | -------- | --------------- |
| 16010831            | Š-2        |            |              | 67,1               |          |                 |
| 16010835            | Prabauda   |            |              | 59,6               |          |                 |
| 16010842            | Kalnupis   |            |              | 49,9               |          |                 |
| 16010844            | Kalnupis   |            |              | 44,0               |          |                 |
| 16010846            | Šlyna      |            |              | 41,4               |          |                 |
| 16010859            | Kalupis    |            |              | 34,0               |          |                 |
| 16010881            | Viščiova   |            |              | 21,0               |          |                 |
| 16010884            | Akmena     |            |              | 18,2               |          |                 |
| 16010885            | Eržvilkai  |            |              | 15,1               |          |                 |
| 16010887            | Pelkupis   |            |              | 12,1               |          |                 |
| 16010888            | Viržuona   |            |              | 9,3                |          |                 |
| 16010889            | Velbė      |            |              | 8,4                |          |                 |
| 16010892            | Labaukštas |            |              | 4,2                |          |                 |